# 草桥沟
草桥沟，中华人民共和国山东省东营市的一条河流，发源于利津县黄河北堤附近，自南向北流经东营市的利津县和河口区后注入渤海。

## 流域
草桥沟西干流又名永新河，自利津县盐窝镇永阜村（原属北岭乡）南黄河大堤外脚200米处:228起，向北穿过王庄总干渠（六干渠）后继续北流，穿行盐窝镇与陈庄镇边界的坨上、淤西、台前、崔西、崔东、庄西等村落后，在陈庄镇西北角流入汀罗镇，在芦家屋子东穿越盐罗分干渠（七干渠）后继续北流，在汀河三村西北流过原刁口河河道后继续北流，经过建华、汀河六村屋子、王家洼、东王家洼等村落后，在林家屋子村西拐向东北，而后流入河口区六合街道，在六合街道新合村北与草桥沟东干流汇合:228，汇合后沿东干流方向转向西北，不久流入河口街道，义丰干沟、义丰干渠先后汇入，经过草桥沟拦河闸后郭河汇入，后转向东北，王家洼拉西南股:264汇入后注入渤海。草桥沟全长41.73公里，是东营市北部集防洪、排涝、防潮多功能于一体的河道，流域面积518平方公里，属于海河流域水系:82。根据《东营市志（1996－2013）》，草桥沟全长46.0公里，流域面积472.0平方公里，设计防洪流量为41.0~243.6立方米/秒，设计排涝流量为23.2~134.1立方米/秒:82。根据《利津县志（1986-2002）》，草桥沟西干流全长28.04公里:71。根据《河口区志》，草桥沟在河口区内长19公里，在原四扣乡入海:72。
草沟桥东干流自陈庄镇集贤西公路涵洞起，向北穿王庄灌区六干渠（王庄总干渠），流经原集贤乡六百步、公茂、驾屋村东，在姜村东穿过荣乌高速公路向北，在草洼子村东与老草桥沟汇合，在汀罗镇畜牧村东拐向西北，经北王家、前灶村后，穿过省道S227，在汀罗镇镇区西继续北流进入河口区六合街道，北穿王庄灌区七干渠（盐罗分干渠）后过东营港疏港铁路，在九龙口村北与由原刁口河河道改造而成的汀罗水库相连，经毛坨、新合村东向北汇入草桥沟:228:43。全长26.0公里，流域面积149.5平方公里，设计防洪流量为65.7~108.8立方米/秒，设计排涝流量为35.6~60.6立方米/秒:82。草桥沟东干流在河口区境内有8.07公里。而根据《利津县志（1986-2002）》，草桥沟东干流在利津县境内长度便为26公里:71.
草桥沟海湾属于自然海湾，因河门较小，一般情况下并无船停泊于该处:232。草桥沟入海口一带属于东营、滨州两市权属争议区，在东营市隶属于河口区河口街道，在滨州市隶属于沾化区海防办事处。

## 历史
草桥沟原为利津县在中华人民共和国成立初期开挖的一条排水沟:43。河道最早开挖是在1950年，因起源于利津境内旧地割草洼与“拴马桥”而得名:720。1964年1月1日，黄河发生凌汛，在罗家屋子进行人工炸堤，黄河水由神仙沟改经草桥沟入刁口河归海:12。草桥沟因此被黄河截断，排水出路丧失。1965年1月，山东省惠民地区水利指挥部编制《草桥沟改道疏浚扩大工程初步设计》。1965年3月，沾化、利津两县的14055名民工对草桥沟进行扩大疏浚:43，4月竣工:247，该由郭河下游入海:720。1969年，两县按鲁北滨海区1964年雨型排涝标准对草桥沟进行疏浚开挖，共完成土方545.56万立方米:136，疏浚后草桥沟自利津县北岭乡两滩村起，经傅窝、罗镇等乡，在河口区四扣乡刘坨北入海:43。1978年，又称永新河的草桥沟西干流开挖:370，上起利津县北岭乡永阜村南，下至六合乡新合村北与原草桥沟汇合。西干流挖成后，汇流上游的原河道被称为草桥沟东干流。1979年，将东干流上游改从陈庄镇集贤管区六百步村西起，于草洼子村东南穿过陈傅公路接入原草桥沟:43。
1986年3月，河口区草桥沟河闸工程开工，1987年1月竣工:23。该闸为钢筋混凝土开敞式闸附桥，位于河口区新户乡东劝村东，总投资118万元:136。1998年4月，利津县对草桥沟东干流进行疏浚治理，防洪按鲁北滨海区1961年雨型标准、排涝按鲁北滨海区1964年雨型标准、防潮按二年一遇标准设计，1998年10月竣工，投资397.69万元。1999年3月，利津县对永新河疏浚治理，设计标准同上一年对东干流的治理，1999年7月竣工，投资253.3万元:228:136。1999年5月，河口区投资320万元对境内草桥沟进行清淤。1999年10月至2000年5月，利津县投资197.71万元在草桥沟东干流下游修建节制闸1座，拦河蓄水形成带状水库。该闸为开敞式钢筋砼结构，上设3米宽的工作桥。2002年9月15日，利津县在永新河下游投资427.76万元建拦河闸，2002年12月10日竣工:137。

## 支流
郭河曾为独流入海的河流，早在1904年前已经存在。1960年代初，郭河从利津县新华村东北六入沾化县境内，经五股道、六顷、草场、五村东部，穿过三合村，流经四扣乡东劝学、西劝学、南旺西部，向东北汇入渤海，全长32公里。沾化县曾于1963年、1964年对郭河进行疏浚，草桥沟改道后，郭河成为其支流。1991年，恢复王庄二干引黄干渠后，再次对郭河进行疏浚。1993年，河口区对郭河下游进行治理:337:247。

## 桥梁
国道东子线（G340）草桥沟桥位于河口区境内，所在G340为一级公路，设计时速80公里/小时，桥梁全长78.6米。2022年11月，因桥面相比两端公路较窄，东营市公路事业发展中心对草桥沟桥实施全封闭施工的危桥改造工程，工程起点桩号K47+300，终点桩号K47+450处，全长150米，两侧各加宽11.5米，拓宽后桥梁全宽由13米增至36米，于2023年5月10日顺利交工通车。

## 相关
2022年，草桥沟东干流六合街道梅家村至六合街道新胜村段被公布为2021年省级美丽幸福示范河湖。

## 备注
1. ↑  2001年2月撤销四扣乡建制，四扣乡与河口办事处合并组成河口街道[6]